# Ooencyrtus camerounensis
Ooencyrtus camerounensis is een vliesvleugelig insect uit de familie Encyrtidae. De wetenschappelijke naam is voor het eerst geldig gepubliceerd in 1956 door Risbec.